# Francesco De Giorgi
Francesco De Giorgi (Locarno, 1820 - aldaar, 20 februari 1855) was een Zwitsers radicaal politicus uit het kanton Ticino. Na de ongeldigverklaring van de parlementsverkiezingen van 29 oktober 1854 in zijn kanton werd hij door politieke tegenstanders vermoord.

## Biografie
Francesco De Giorgi was leider van de radicaal in zijn stad Locarno. Nadat de conservatieve katholieken en democratisch links, politieke tegenstanders van de radicalen, zich met een eenheidslijst aandienden bij de parlementsverkiezingen van 29 oktober 1854, geraakte zes kandidaten van de eenheidslijst verkozen in Ticino, ten koste van de radicalen. De door de radicalen gedomineerde Nationale Raad verklaarde in december 1854 de verkiezingen in het kanton Ticino ongeldig vanwege inbreuken op de kieswetgeving. Hierop ontstonden onrusten in Ticino tussen aanhangers van de eenheidslijst en aanhangers van de radicalen.
In de avond van 20 februari 1855 ontstond er tumult in Café Agostinetti in Locarno, waar zowel aanhangers van de conservatieve katholieken en democratisch links als van de radicalen hadden verzameld. In het handgemeen dat hierbij ontstond werd Francesco De Giorgi om het leven gebracht. Deze moord zou de aanleiding worden van de pronunciamento.
In 1856 werd advocaat en notaris Alberto Franzoni tot een levenslange gevangenisstraf veroordeeld voor deze moord, maar hij werd in graad van beroep vrijgesproken. Later zou Franzoni nog worden verkozen in de Kantonsraad.